# Spiro Duni
Spiro Duni (ur. 21 października 1957 w Dhërmi k. Wlory) – albański aktor i reżyser, ojciec Eliny Duni. 

## Życiorys
W 1983 ukończył studia na wydziale aktorskim w Instytucie Sztuk w Tiranie. Po studiach rozpoczął pracę w teatrze Skampa w Elbasanie, jako aktor i reżyser. W 1990 współpracował z włoskim Teatro di Roma. W latach 1992–2002 przebywał na emigracji w Stanach Zjednoczonych. Po powrocie do kraju założył teatr studyjny PO. W 2010 związał się z Teatrem Narodowym w Tiranie, wystawiając na tej scenie sztukę amerykańskiego dramaturga Roba Beckera.
Na dużym ekranie zadebiutował w 1979 niewielką rolą w filmie Përtej mureve të gurta. Wystąpił potem jeszcze w 6 filmach fabularnych, w dwóch z nich były to role główne. W 1986 zrealizował dla telewizji albańskiej film Kronika e atyre viteve.
W 2022 został uhonorowany tytułem Honorowego Obywatela Elbasanu.

## Role filmowe
- 1979: Përtej mureve të gurta jako Gezim
- 1980: Në çdo stinë jako Astrit
- 1983: Gurët e shtëpisë sime jako Leka
- 1983: Apasionata jako Guri
- 1988: Misioni përtej detit jako profesor z Krety
- 1988: Treni niset më shtatë pa pesë jako Adi
- 1990: Ngjyrat e moshës jako Nesti

## Dorobek reżyserski
- 1986: Kronika e atyre viteve
- 2002: Dy krisma në Paris